# Романов, Денис
Денис Романов (латыш. Deniss Romanovs; род. 2 сентября 1978, Рига) — латвийский футболист, вратарь клуба «Рига». Выступал в сборной Латвии.
Родился в Риге 2 сентября 1978 года.
За карьеру выступал за клубы: «Вентспилс», «Диттон» (оба — Латвия), «Динамо» (Бухарест, Румыния), «Славия» (Прага, Чехия).
За сборную Латвии сыграл 3 матча. Дебют в сборной состоялся 3 декабря 2004 года в товарищеской встрече с Бахрейном, завершившейся вничью 2:2.